# Anarchias allardicei
Anarchias allardicei är en fiskart som beskrevs av Jordan och Starks, 1906. Anarchias allardicei ingår i släktet Anarchias och familjen Muraenidae. Inga underarter finns listade i Catalogue of Life.